# Нагін Олексій Юрійович
Олексій Юрійович Нагін (рос. Алексей Юрьевич Нагин; 21 березня 1981, Вертячий, Волгоградська область, РРФСР — 20 вересня 2022, Донецька область, Україна) — російський найманець, учасник численних військових конфліктів. Герой Російської Федерації.

## Біографія
Син військовослужбовця Юрія Вікторовича Нагіна і його дружини Галини Андріївни, до шлюбу Зайлер-Іванової. З дитинства займався карате. Після закінчення середньої школи навчався в технікумі.
Був призваний на службу в ЗС РФ. Учасник Другої чеченської війни. Після завершення строкової служби підписав контракт, згодом перейшов у спецназ ФСБ в Волгограді як розвідник-снайпер. Учасник Російсько-грузинської війни і анексії Криму. В 2014/16 роках — розвідник-інструктор в Криму. Зрештою Нагін звільнився з ФСБ і вступив у ПВК Вагнера. Учасник інтервенції в Сирію (провів там 3 роки) і Другої громадянської війни в Лівії. Окрім розвідки, освоїв мінометну справу. У боях був неодноразово поранений і контужений.
Учасник вторгнення в Україну, бився на Донбасі як командир штурмового загону ПВК Вагнера. 12 травня 2022 року був важко поранений. Після тривалого лікування в серпні 2022 року повернувся на службу. Загинув у бою. 24 вересня 2022 року був похований на Алеї слави Димитрієвського цвинтаря у Волгограді.

## Кінематограф
Співавтор пропагандистських фільмів «Пригрів» (2021) і «Найкращі в пеклі» (2022), присвячених найманцям ПВК Вагнера.

## Нагороди
- Медаль «За відвагу»
- Медаль «За військову доблесть» 2-го ступеня
- Медаль «За захист Криму»
- Орден Мужності — нагороджений тричі.
- Чорний Хрест ПВК Вагнера — нагороджений двічі.
- Платинова зірка ПВК Вагнера
- Звання «Герой Російської Федерації» (24 вересня 2022, посмертно) — «за мужність та героїзм, проявлені під час виконання бойового завдання.» Медаль «Золота зірка» була вручена батькам Нагіна губернатором Волгоградської області Андрієм Бочаровим 24 червня 2022 року.
- Звання «Герой Донецької Народної Республіки» (вересень 2022, посмертно)
- Звання «Герой Луганської Народної Республіки» (вересень 2022, посмертно)